# J3 League 2018
La J3 League 2018, también conocida como Meiji Yasuda J3 League 2018 por motivos de patrocinio, fue la quinta temporada de la J3 League. Contó con la participación de diecisiete equipos. El torneo comenzó el 9 de marzo y terminó el 2 de diciembre de 2018.
El nuevo participante fue el equipo descendido de la J2 League: Thespakusatsu Gunma, que había ascendido en la temporada 2005. Por otro lado, el campeón de la Japan Football League, Honda F.C., no fue admitido para competir en la tercera categoría debido a que no contaba con la infraestructura para hacerlo.
El campeón fue F.C. Ryukyu, por lo que ascendió a Segunda División. Por otra parte, salió subcampeón Kagoshima United, quien también ganó su derecho a disputar la J2 League.

## Ascensos y descensos
| Descendidos de la J3 League 2017 |
| -------------------------------- |
| No hubo                          |

| Ascendidos a la J3 League 2018 |
| ------------------------------ |
| No hubo                        |

| Pos | Ascendidos a la J2 League 2018 |
| --- | ------------------------------ |
| 2.º | Tochigi S.C.                   |

| Pos  | Descendidos de la J2 League 2017 |
| ---- | -------------------------------- |
| 22.º | Thespakusatsu Gunma              |

## Reglamento de juego
El torneo se disputó en un formato de todos contra todos a ida y vuelta, de manera tal que cada equipo debió jugar un partido de local y uno de visitante contra sus otros dieciséis contrincantes y quedar libre en dos fechas. Una victoria se puntuaba con tres unidades, mientras que el empate valía un punto y la derrota, ninguno.
Para desempatar se utilizaron los siguientes criterios:
1. Puntos
2. Diferencia de goles
3. Goles anotados
4. Resultados entre los equipos en cuestión
5. Desempate o sorteo

Los dos equipos con más puntos al final del campeonato ascenderían a la J2 League 2019. La promoción por el segundo ascenso introducida en la temporada 2014 fue eliminada.

## Tabla de posiciones
| Pos. | Equipo              | Pts. | PJ | G  | E  | P  | GF | GC | Dif. | Ascenso                    |
| ---- | ------------------- | ---- | -- | -- | -- | -- | -- | -- | ---- | -------------------------- |
| 1    | F.C. Ryukyu (C)     | 66   | 32 | 20 | 6  | 6  | 70 | 40 | +30  | Ascendido a J2 League 2019 |
| 2    | Kagoshima United    | 57   | 32 | 16 | 9  | 7  | 46 | 35 | +11  | Ascendido a J2 League 2019 |
| 3    | Gainare Tottori     | 53   | 32 | 15 | 8  | 9  | 61 | 47 | +14  |                            |
| 4    | Azul Claro Numazu   | 52   | 32 | 14 | 10 | 8  | 40 | 29 | +11  |                            |
| 5    | Thespakusatsu Gunma | 52   | 32 | 15 | 7  | 10 | 37 | 35 | +2   |                            |
| 6    | Gamba Osaka sub-23  | 47   | 32 | 13 | 8  | 11 | 53 | 43 | +10  |                            |
| 7    | Cerezo Osaka sub-23 | 46   | 32 | 13 | 7  | 12 | 47 | 36 | +11  |                            |
| 8    | Blaublitz Akita     | 43   | 32 | 12 | 7  | 13 | 37 | 35 | +2   |                            |
| 9    | S.C. Sagamihara     | 42   | 32 | 12 | 6  | 14 | 42 | 53 | −11  |                            |
| 10   | Nagano Parceiro     | 41   | 32 | 10 | 11 | 11 | 39 | 37 | +2   |                            |
| 11   | Kataller Toyama     | 41   | 32 | 12 | 5  | 15 | 41 | 50 | −9   |                            |
| 12   | Fukushima United    | 40   | 32 | 9  | 13 | 10 | 36 | 43 | −7   |                            |
| 13   | Grulla Morioka      | 40   | 32 | 12 | 4  | 16 | 41 | 56 | −15  |                            |
| 14   | F.C. Tokyo sub-23   | 36   | 32 | 10 | 6  | 16 | 38 | 45 | −7   |                            |
| 15   | YSCC Yokohama       | 34   | 32 | 8  | 10 | 14 | 40 | 48 | −8   |                            |
| 16   | Fujieda MYFC        | 34   | 32 | 10 | 4  | 18 | 32 | 48 | −16  |                            |
| 17   | Giravanz Kitakyushu | 27   | 32 | 6  | 9  | 17 | 22 | 42 | −20  |                            |

 Fuente: J. League Data Site: 2018 MEIJI YASUDA J3 LEAGUE League table
Criterios de clasificación: 1) puntos; 2) diferencia de goles; 3) número de goles marcados; 4) resultados entre los equipos en cuestión.

## Campeón
|                                 |
|                                 |
| Campeón F.C. Ryukyu 1.er título |